# روان‌سایبرنتیک
روان‌سایبرنتیک (به انگلیسی: Psycho-Cybernetics) کتابی در زمینهٔ خودیاری و روان درمانی انگیزشی نوشتهٔ ماکسول مالتز، جراح پلاستیک آمریکایی است که در سال ۱۹۶۰ منتشر شد.
این کتاب پایهٔ الهام بسیاری از نویسندگان و سخنرانان حوزهٔ توسعهٔ فردی از جمله زیگ زیگلار، آنتونی رابینز، و برایان تریسی بوده‌است. مالتز با ترکیب مفاهیم درمان شناختی رفتاری، تصویرسازی ذهنی، و سایبرنتیک، دیدگاهی نوین در مورد ارتباط ذهن و بدن ارائه می‌دهد که تأثیر زیادی در موفقیت شخصی دارد.

## زمینه و مفهوم اصلی
ماکسول مالتز پس از آن‌که متوجه شد بسیاری از بیمارانش حتی پس از عمل جراحی زیبایی رضایتی روانی از ظاهر خود ندارند، به بررسی مسئلهٔ تصویر ذهنی و تأثیر آن بر موفقیت‌های بیرونی پرداخت. او نتیجه گرفت که ذهن ناخودآگاه همچون یک «مکانیسم سایبرنتیک» عمل می‌کند که بر اساس اهداف ذهنی عمل کرده و انسان را به سمت آن سوق می‌دهد؛ چه این اهداف مثبت باشند و چه منفی.
مالتز نظریه‌های نوربرت وینر دربارهٔ سایبرنتیک و مکانیسم‌های خود-هدایت‌شونده مانند موشک‌های هدایت‌شونده را پایهٔ مدل خود قرار داد.
او معتقد است که «تصویر از خود» (self-image) اساسی‌ترین هدف ذهن است. اگر این تصویر مثبت و واقعی باشد، مکانیسم روانی انسان به صورت طبیعی فرد را به موفقیت هدایت می‌کند.

## عامل و «مکانیسم»
ماکسول مالتز با الهام از کتاب نوربرت وینر با عنوان «سایبرنتیک: کنترل و ارتباط در حیوان و ماشین»، نظریه‌ای را مطرح کرد که در آن ذهن انسان را همانند یک سیستم هدایت‌پذیر خودکار، مشابه موشک‌های هدایت‌شونده یا حیوانات دارای رفتار هدفمند، در نظر می‌گیرد.
در کتاب روان‌سایبرنتیک، مالتز با بررسی سیستم‌های سایبرنتیک چنین نتیجه‌گیری‌هایی ارائه می‌دهد:
۱- هر «مکانیسمی» شامل ویژگی‌های زیر است:
- قابلیت دریافت یک «هدف»
- تجهیزات حسی (مانند دوربین، رادار، مادون قرمز، لیزر) برای سنجش محیط
- یک سیستم محرکه برای حرکت به‌سمت هدف
- یک سامانهٔ تصحیح خطا برای بازگرداندن سیستم به مسیر درست
- نوعی حافظه برای ثبت تجربه‌های موفق گذشته

۲- «عامل» یا اپراتور، هدف را به مکانیسم می‌دهد و آن را فعال می‌کند. 
۳- مکانیسم هنگام حرکت، اطلاعات دریافتی را با هدف مقایسه کرده و در صورت انحراف، سیستم تصحیح فعال می‌شود. 
- اگر مسیر صحیح باشد، هیچ اصلاحی لازم نیست و مکانیسم به حرکت ادامه می‌دهد.
- اگر از مسیر منحرف شده باشد، سیستم تصحیح‌کننده، مسیر را به سمت هدف برمی‌گرداند.

۴- مکانیسم از حافظه برای یادآوری حرکات موفق گذشته استفاده می‌کند تا در آینده بدون نیاز به آزمون و خطا به هدف برسد. 
مالتز از این سیستم الگوبرداری کرده و آن را به انسان تعمیم می‌دهد:
- انسانِ آگاه همان «عامل» یا اپراتور است که می‌تواند هدف‌هایی را شناسایی و به ذهن ناخودآگاه ارسال کند.
- آنچه در سنت روان‌شناسی به عنوان «ضمیر ناخودآگاه» شناخته می‌شود، در واقع یک «مکانیسم سایبرنتیک» ساخته‌شده بر پایهٔ سیستم عصبی انسان است.

- این مکانیسم می‌تواند هدف‌هایی را که به شکل تصویر ذهنی و با احساسات همراه هستند، بپذیرد.
- تجهیزات حسی انسان مانند چشم و گوش، همان اجزای ورودی مکانیسم هستند.
- سیستم‌های بدنی مانند عضلات و اعصاب، مکانیسم را به‌سمت هدف به حرکت درمی‌آورند.
- سیستم عصبی نیز به‌عنوان سامانهٔ اصلاح‌کننده عمل می‌کند.
- حافظه می‌تواند موفقیت‌های گذشته را ذخیره کند و در موقعیت‌های مشابه دوباره از آن‌ها استفاده نماید.

مالتز تأکید می‌کند که این مکانیسم نسبت به هر هدفی (مثبت یا منفی) واکنش نشان می‌دهد و آن را دنبال می‌کند. به بیان دیگر، این سیستم بی‌طرف است؛ اگر فردی به‌طور مداوم افکار منفی داشته باشد یا خود را شکست‌خورده تصور کند، مکانیسم ذهنی به همان سمت حرکت می‌کند. اما اگر تصویر ذهنی مثبت، واقع‌بینانه و سازگار با هویت فردی باشد، مسیر موفقیت هموار می‌شود.
او می‌نویسد که نگران بودن یا تمرکز مداوم روی احتمالات منفی، در واقع نوعی «تجسم هدف منفی» است که ذهن ناخودآگاه را وادار می‌کند در مسیر همان تصویر منفی عمل کند. اما از دیدگاه مالتز همین توانایی نگرانی، نشانه‌ای از قدرت ذهن در تجسم هدف است، بنابراین می‌توان از این قدرت در جهت ساختن تصاویری مثبت و سازنده استفاده کرد.
مالتز برای شکل‌گیری اهداف مثبت در ذهن ناخودآگاه، به نظریه پرسکات لکی اشاره می‌کند. لکی معتقد بود که هر ایده‌ای که با سیستم باورهای فعلی یک فرد ناسازگار باشد، توسط ذهن او طرد می‌شود. بنابراین برای این‌که تصویر هدف مثبت به‌صورت مؤثر در ذهن جای گیرد، باید «تصویر از خود» به‌گونه‌ای اصلاح شود که با آن هدف در تناقض نباشد. تنها در این صورت است که ذهن می‌تواند به‌طور طبیعی و بدون مقاومت، به‌سوی آن هدف حرکت کند.

## مفاهیم کلیدی
مالتز در ادامه کتاب خود، به مجموعه‌ای از ایده‌ها و اصول مکمل اشاره می‌کند که برای فعال‌سازی «مکانیسم موفقیت» اهمیت دارند:
- انسان‌ها نه بر اساس واقعیت‌ها، بلکه بر اساس برداشت ذهنی خود از واقعیت‌ها عمل می‌کنند. برای مثال، ممکن است فردی هنگام دیدن یک سگ بزرگ و پشمالو، همان واکنشی را نشان دهد که در برابر یک خرس واقعی از خود بروز می‌دهد، صرفاً به دلیل شباهت ذهنی.
- بازخورد منفی باید به عنوان ابزار تصحیح مسیر در نظر گرفته شود، نه بهانه‌ای برای توقف یا سرزنش. اگر یک بازخورد منفی کمکی به رسیدن به هدف نمی‌کند، بهترین پاسخ به آن، عدم واکنش است.
- همان‌طور که در سیستم‌های سایبرنتیک، پس از دستیابی به موفقیت، سیستم روی همان مسیر تمرکز می‌کند و خطاهای گذشته را نادیده می‌گیرد، مالتز نیز پیشنهاد می‌دهد که افراد باید لحظات موفقیت و شادی گذشته را به یاد بیاورند و بر آنها تمرکز کنند.
- تغییر تصویر از خود یک تغییر ریشه‌ای است. او این تحول را نوعی «کشف هویت جدید» توصیف می‌کند که فرد ناگهان درمی‌یابد: «آهان! این منِ واقعی‌ام».
- هیپنوتیزم حالتی از پذیرش آرام ذهنی باورها و ایده‌هاست. باورهایی که در این حالت پذیرفته می‌شوند، تعیین می‌کنند که چه چیزهایی را در واقعیت خواهیم دید و چه هدف‌هایی به ذهن ناخودآگاه منتقل خواهند شد.
- مالتز مثالی جالب از یک وزنه‌بردار هیپنوتیزم‌شده ارائه می‌دهد: وقتی هیپنوتیزم کننده به او تلقین می‌کند که نمی‌تواند یک مداد را از روی میز بلند کند، عضلات متضاد (antagonist muscles) با هم مقابله کرده و از بلند کردن مداد جلوگیری می‌کنند. این نشان می‌دهد که ذهن چقدر می‌تواند عملکرد فیزیکی بدن را کنترل کند.
- در نهایت، او «تجسم خلاق» را نخستین کلید فعال‌سازی مکانیسم موفقیت می‌داند. ذهنی که بتواند هدفی روشن، قابل لمس و عاطفی را تصور کند، ذهنی است که می‌تواند به آن هدف دست یابد.

## چاپ‌ها و ویرایش‌های بعدی
پس از درگذشت مالتز در سال ۱۹۷۵، نسخه‌های بازنگری‌شده و توسعه‌یافته‌ای از کتاب منتشر شده‌است:
| سال انتشار | عنوان                                    | نویسنده / ویراستار | ناشر            | شابک                | صفحات |
| ---------- | ---------------------------------------- | ------------------ | --------------- | ------------------- | ----- |
| ۱۹۹۶       | Psycho-Cybernetics 2000                  | Bobbe Sommer       | Prentice Hall   | شابک ‎۹۷۸−۰۱۳۲۶۳۸۴۹۴ | ۳۷۶   |
| ۲۰۰۲       | The New Psycho-Cybernetics               | Dan Kennedy        | Prentice Hall   | شابک ‎۹۷۸−۰۷۳۵۲۰۲۸۵۶ | ۳۳۶   |
| ۲۰۱۵       | Psycho-Cybernetics, Updated and Expanded | Matt Furey         | Tarcher Perigee | شابک ‎۹۷۸−۰۳۹۹۱۷۶۱۳۵ | ۳۳۶   |